# Wolfgang Seguin
Pour les articles homonymes, voir Seguin.
Wolfgang Seguin, né le 14 septembre 1945 à Burg bei Magdeburg, est un footballeur est-allemand.

## Biographie
Pouvant jouer comme défenseur et milieu de terrain, il fut international est-allemand à 19 reprises (1972-1975) pour aucun but marqué.
Il participe aux Jeux olympiques 1972. Il fut titulaire contre la Hongrie, contre le Mexique, contre la RFA et contre l’URSS. Il n’inscrivit pas de but et ne prit pas de carton jaune.
À la Coupe du monde de football de 1974, en Allemagne de l'Ouest, il joua un seul match en tant que titulaire, contre le Chili, mais il dut sortir à la 29e minute, remplacé par Peter Ducke.
Il joua dans un seul club : le FC Magdebourg (1963-1981). Il remporta une D2 est-allemande, 3 championnats de RDA et 6 coupes de RDA.
De plus, il remporta une C2 en 1974, battant en finale le Milan AC de Romeo Benetti et Gianni Rivera (2-0). Il inscrit le deuxième but du match à la 74e minute.

## Palmarès
- Championnat de RDA de football D2
  - Champion en 1967
- Jeux olympiques
  - Médaille de bronze en 1972
- Coupe d'Europe des vainqueurs de coupe de football
  - Vainqueur en 1974
- Championnat de RDA de football
  - Champion en 1972, en 1974 et en 1975
  - Vice-champion en 1977 et en 1978
- Coupe d'Allemagne de l'Est de football
  - Vainqueur en 1964, en 1965, en 1969, en 1973, en 1978 et en 1979